# Hirschbach (Meteorit)
Der Meteorit „Hirschbach“ (auch „Hirschbach im Mühlkreis“ oder „Guttenbrunn“ genannt) ist ein derzeit (Stand 25. Mai 2025) noch unbestätigter Eisenmeteorit, der vom Gast- und Landwirt Hubert Pammer Ende August 2023 auf eigenem Gelände in Guttenbrunn, Gemeinde Hirschbach (Mühlviertel, Oberösterreich) gefunden wurde. Seine Masse betrug im Fundzustand 3,2 kg.

## Fundgeschichte
Hubert Pammer ist 2023 Land- und Gastwirt in Guttenbrunn (Gemeinde Hirschbach im Mühlkreis).
Ende August fand er bei der Baggerarbeiten zu seinem neu angelegten Teich und Feldarbeit im Aushub einen Stein, der sich im Aussehen von alle anderen Steinen der dortigen Gegend unterschied:
Im Gegensatz zu diesen grauschwarzen Graniten war dieser Stein rotbraun und hatte ein verkrustetes Erscheinungsbild. Er lag schwer in der Hand, fast dreimal so schwer wie Granitbrocken derselben Größe, musste also eine viel größere Dichte haben.
Hubert Pammer hatte daher sofort den Verdacht, dass es ein Meteorit sein könnte.
Ein Gast, mit dem er sich dann nach einiger Zeit über den seltsamen Fund unterhielt, verwies ihn dann an Vera Hammer, Leiterin der Mineraliensammlung des Naturhistorischen Museums in Wien (NHMV).
Über sie kam Hubert Pammer in Kontakt mit Ludovic Ferrière, damals Kurator der Meteoriten-Schausammlung im NHMV.
So kam es, dass Ferrière den Meteoriten mit dem Präparator Goran Batic untersuchen konnte.

## Analyse und Klassifizierung
Der rostige Klumpen hatte im Fundzustand eine Masse von 3,2 kg.
Nachdem er zur Untersuchung angesägt wurde, zeigte die geätzte Anschnittfläche die für bestimmte Eisenmeteoriten (Oktaedrite) charakteristischen Widmannstättenschen Figuren, ein eindeutiges Zeichen für außerirdischen Ursprung.
Damit könnte dies der erste in Österreich gefundene und identifizierte Eisenmeteorit sein, höchstens dass ihm ein 2021 aufgetauchter Eisenmeteorit aus der Umgebung von Innsbruck in Tirol (vorläufige Bezeichnung „Innsbruck“) diesen Rang streitig macht. Jedenfalls waren alle vor diesen beiden in Österreich gefundenen Meteoriten Chondrite, d. h. Steinmeteorite. Selbst aus ganz Europa waren zuvor nur 75 Eisenmeteorite bekannt.
Nicht einmal zwei Prozent der rund 17.000 Objekte, die pro Jahr auf der Erdoberfläche einschlagen, sind Eisenmeteoriten. Entsprechend schwer sind diese daher zu finden.
Nach Abtrennung eines kleinen Typusexemplars am NHMV wurde die Hauptmasse in Bratislava auf die Zusammensetzung der kosmogenen (aus dem Weltall bzw. von der kosmischen Strahlung erzeugten) Radionuklide untersucht. Zur chemischen Analyse wurde eine weitere Probe nach Brüssel geschickt.
Nach den noch vorläufigen Ergebnissen weist der Meteorit folgende Mineralien auf: Kamacit (α-(Fe,Ni), auch Balkeneisen genannt) und Taenit (γ-(Fe,Ni), auch Bandeisen genannt), natürlich Eisenoxide, dazu Schreibersit, ein seltenes Eisen-Nickel-Phosphor-Mineral mit der Formel (Fe,Ni)3P.
Er besteht zu mehr als 95 % aus Eisen (Fe) und Nickel (Ni),
weitere Elemente sind Gallium (Ga), Germanium (Ge), Iridium (Ir), Cobalt (Co), Kupfer (Cu), Gold (Au) und Spuren einiger weiterer Elemente.
Aufgrund der genauen Zusammensetzung soll schließlich eine exakte Typisierung des Meteoriten vorgenommen werden. Man hofft auch, dass diese einen Aufschluss darüber geben kann, wann der Brocken auf die Erde gefallen ist.
Über den endgültigen Verbleib des Meteoriten ist noch nicht entschieden (Stand 21. September 2024).
Laut österreichischem Recht gehört der Fund dem Grundbesitzer.
Der Meteorit ist mit Stand 25. Mai 2025 noch nicht offizielle klassifiziert (kein Eintrag in der Datenbank der Meteoritical Society (MetSoc) des Lunar And Planetary Institute (LPI)).
Auf in der Mineralien-Datenbank MinDat des Hudson Institute of Mineralogy gibt es mit diesem Stand keinen Eintrag.
Eine Eintragung soll aber zeitnah erfolgen.

## Fallzeit und eventuelle Streuung
Man vermutet, dass der Eisenmeteorit sich berets hunderte, vielleicht schon Jahrtausende, auf der Erde befunden hat, bevor er 2023 gefunden wurde (Ludovic Ferrière).
Angesichts dessen könnte der Meteorit auch seit dem Fall verfrachtet worden sein.
Falls es mehrere Bruchstücke eines ursprünglichen Meteoroiden gab, sind damit Aussagen über die Größe eines etwaigen Streufeldes kaum möglich.
Außerdem wird zwar bei Steinmeteoriten häufig herausgefunden, dass sie in Gruppen auf die Erde fallen und ein ganzes Streufeld aufweisen, nicht aber bei den festeren Eisenmeteoriten.
Es ist aus all diesen Gründen sehr unwahrscheinlich, dass weitere Meteoritenteile vor Ort zu finden sind.

## Entstehung
Der Ursprung der Eisenmeteoriten wird im Regelfall im Inneren von Himmelskörpern vermutet, auf denen bereits eine Differenzierung ähnlich wie auf der Erde stattgefunden hat: nachdem die schweren Elemente ins Innere des Körpers abgesunken waren, haben diese einen spezifisch leichteren (weniger dichten) Mantel und einem schweren Kern aus Eisen. Die Eisenmeteoriten entstanden als Meteoroid, als diese Asteroiden durch katastrophale Kollisionen zerstört und dabei ihre Kerne freigelegt wurden.